# Bad Waltersdorf Open
Il Bad Waltersdorf Open, noto come Layjet Open per ragioni di sponsorizzazione, è un torneo professionistico maschile di tennis giocato su campi in terra rossa, facente parte dell'ATP Challenger Tour. Si gioca dal 2023 allo Sportaktivpark Bad Waltersdorf di Bad Waltersdorf, in Austria.

## Albo d'oro

### Singolare
| Anno | Campione          | Finalista           | Punteggio        |
| ---- | ----------------- | ------------------- | ---------------- |
| 2024 | Jaume Munar       | Thiago Seyboth Wild | 6–2, 6–1         |
| 2023 | Andrea Pellegrino | Dennis Novak        | 1–6, 7–6(5), 6–3 |

### Doppio
| Anno | Campioni                           | Finalisti                          | Punteggio        |
| ---- | ---------------------------------- | ---------------------------------- | ---------------- |
| 2024 | Petr Nouza Patrik Rikl             | Guido Andreozzi Sriram Balaji      | 6–4, 4–6, [10–5] |
| 2023 | Constantin Frantzen Hendrik Jebens | Marco Bortolotti Francesco Passaro | 6–1, 6–2         |